# Janet Yellen
Janet Louise Yellen (New York City, New York, SAD, 13. kolovoza 1946.) američka je ekonomistica i profesorica. Predsjednica je Vijeća guvernera Sustava federalnih rezervi SAD, prva žena na toj dužnosti.
Prije toga bila je potpredsjednica istog Vijeća guvernera, a još ranije predsjednica i izvršna direktorica Banke federalnih rezervi u San Franciscu, predsjednica Vijeća ekonomskih savjetnika tadašnjeg predsjednika SAD Billa Clintona, odnosno profesorica Sveučilišta države Kalifornije u Berkeleyju.

## Životopis
Rođena je u židovskoj obitelji u Brooklynu. Magistrirala je ekonomiju 1967. na Pembrokeovu koledžu Brownova sveučilišta u Providenceu, a doktorirala 1971. na Yaleovu sveučilištu pod mentorstvom Jamesa Tobina i Josepha Stiglitza.

## Nauk
Yellen slijedi Keynesovu ekonomsku doktrinu i smatra valjanom suvremenu verziju Phillipsove krivulje.